# 114987 Tittel
114987 Tittel è un asteroide della fascia principale. Scoperto nel 2003, presenta un'orbita caratterizzata da un semiasse maggiore pari a 3,1415821 UA e da un'eccentricità di 0,0956512, inclinata di 2,55939° rispetto all'eclittica.